# Kafo Faboli
Kafo Faboli est une commune rurale du Mali de l'arrondissement central de M'Pessoba, dans le cercle de M'Pessoba et la région de Koutiala. Elle a pour chef-lieu la localité de Péguéna.

## Villages
La commune s'étend sur 10 localités relevées lors du recensement général de 2009. 
Les villages les plus peuplés sont :
- Togoba (3 867 habitants)
- Péguéna (1 996 habitants)
- Bougoula (1 665 habitants)

En 2023, la loi 2023-007 attribue à la commune 7 villages, fractions ou quartiers  :
- Péguéna
- Yafola
- Denguéna
- N'Tola
- Zantierla
- Gouélé
- Mamarila